# Оренбург — Новопсков
Оренбург – Новопсков – газопровід, споруджений для видачі продукції з Оренбурзького газопереробного заводу, що працює з продукцією Оренбурзького родовища.
Газопровід, введений в експлуатацію у 1975 році, має одну нитку діаметром 1220 мм. Його довжина за даними «Газпрому» становить 1356 км, також відомо, що 382 км траси проходить по території Казахстану. Робочий тиск газопроводу дорівнює 5,5 МПа, при цьому для його підтримки споруджені компресорні станції (КС) Оренбурзька, Алєксєєвська, Уральськ, Чижа, Палласівська, Антипівська, Фроловська, Калінінська та Сохрановка.
Серед пунктів, через які проходить трубопровід, можливо назвати Александров Гай (Саратовська область), Антиповку Волгоградської області (в цьому районі облаштований перехід через Волгу) та Сохранівку, де знаходиться газовимірювальна станція. Невдовзі після останньої траса переходить на територію України. Завершальний пункт маршруту знаходиться півночі Луганської області України, звідки доправлений ресурс міг транспортуватись до потужного донбаського промислового району по трубопроводу Новопсков – Краматорськ або до створеного на гігантському Шебелинському родовищі газового хабу по трубопроводу Новопсков – Шебелинка.
Можливо відзначити, що ще до кінця 1970-х на основі ресурсів того ж Оренбурзького родовища ввели в дію експортний газопровід «Союз», який до Новопскова прямує в одному коридорі з трубопроводом Оренбург – Новопсков. Крім того, від Александрова Гая та щонайменше до району Антиповки вони сходяться в один коридор із завершальною частиною системи Середня Азія – Центр (черги САЦ III, САЦ IV-V), яка далі дещо відхиляється на північ у напрямку Острогозька у Воронезькій області. Північніше від Волгограда цей комплекс газопроводів перетинається із трубопроводом Починки – Ізобільний (споруджений у комплексі з проектом Блакитний потік) та може передавати до нього ресурс.
В другій половині 2010-х спорудили газопровід Сохрановка – Октябрьская, який отримує ресурс з Оренбург – Новопсков та "Союз" і передає його в обхід України до системи Північний Кавказ – Центр (точніше, до її південної частини, призначеної для живлення Передкавказзя).